# Maria Tereza Jorge Pádua
 Maria Tereza Jorge Pádua (* 8. Mai 1943 in São Josédo Rio Pardo, Brasilien) ist eine brasilianische Ökologin und Umweltschützerin. Sie gilt als Mutter der brasilianischen Nationalparks und erhielt als erste Brasilianerin und nach Indira Gandhi als zweite Frau die John C. Phillips Memorial Medal.

## Leben und Werk
Pádua ist die Tochter von Gessy Jorge und Nicolau Jorge. Die Familie ihrer Mutter stammte aus Italien und ihr Vater hatte syrisch-libanesische Eltern. Sie studierte ab 1962 Agrarwissenschaften als eine von vier Frauen an der Federal University of Lavras. Sie schloss ihr Studium 1966 ab und heiratete Luís Fernando Pádua, mit dem sie drei Kinder bekam. 1972 erwarb sie an der Universidade Federal do Rio de Janeiro den Master-Abschluss in Ökologie.

## Einsatz für Naturschutz bei IBDF und IBAMA
1968 zog sie nach Rio de Janeiro und bekam eine Stelle im Nationalparkbereich des ein Jahr zuvor gegründeten brasilianischen Instituts für Forstentwicklung (IBDF). Durch den Zusammenschluss mit weiteren drei brasilianischen Einheiten, die im Umweltbereich tätig waren, wurde dieses Institut 1989 zu der Bundesbehörde IBAMA (Instituto Brasileiro do Meio Ambiente e dos Recursos Naturais Renováveis). In den 1970er und 1980er Jahren leitete Pádua die Parkabteilung des Brasilianischen Instituts für Forstentwicklung. Unter ihrer Leitung wurden 1970 fast 8 Millionen Hektar Reservate und Parks im Amazonasbecken angelegt.
1970 gab es in Brasilien 15 Naturschutzgebiete und nur eines im Amazonasgebiet, den Floresta Nacional de Caxiuanã. Als Pádua 1982 zurücktrat, gab es in Brasilien über 63 Bundesschutzgebiete, von denen 14 nachhaltig genutzt wurden und 49 vollständig geschützt waren. Der Grund für ihren Rücktritt war die Entscheidung des damaligen Präsidenten João Baptista de Oliveira Figueiredo, den Bau einer Straße im Araguaia-Nationalpark in Tocantins zu genehmigen. Das Projekt wurde bald darauf zurückgestellt, nachdem eine umfassende Kampagne dagegen stattgefunden hatte. Pádua kehrte 1985 mit der Wahl von Tancredo Neves zum IBDF als Generalsekretärin zurück. 1992 wurde sie Präsidentin von IBAMA.

## Gründung der Organisation FUNATURA und weitere Aktivitäten
1986 gründete sie die Stiftung FUNATURA (Fundação Pró-Natureza), deren Ziel es ist, Schutzgebiete zu erweitern und gleichzeitig umweltverträgliche Möglichkeiten zur Entwicklung der brasilianischen Ressourcen zu erkunden. Die Organisation betreut einen Nationalpark in der Cerrado. 1993 begann Pádua hauptberuflich für die Stiftung zu arbeiten.
Gemeinsam mit Admiral Ibsen von Gusmão Câmara gehörte sie zu der Gruppe, welche die erste Fassung des Gesetzes über das Sistema Nacional de Unidades de Conservação da Natureza (SNUC) vorschlug, welches 2000 genehmigt wurde.
Pádua ist Mitglied des Vorstands der O Eco Association, Mitglied des Vorstands der Boticário Group Foundation for Nature Protection und der Weltkommission für Nationalparks der International Union for Conservation of Nature (IUCN).
Pádua ist in zweiter Ehe mit dem peruanischen Ökologen Marc Dourojeanni verheiratet, der emeritierter Professor an der Nationalen Agraruniversität von Lima ist, und lebt seit 2004 in Lima und Brasília.

## Ehrungen

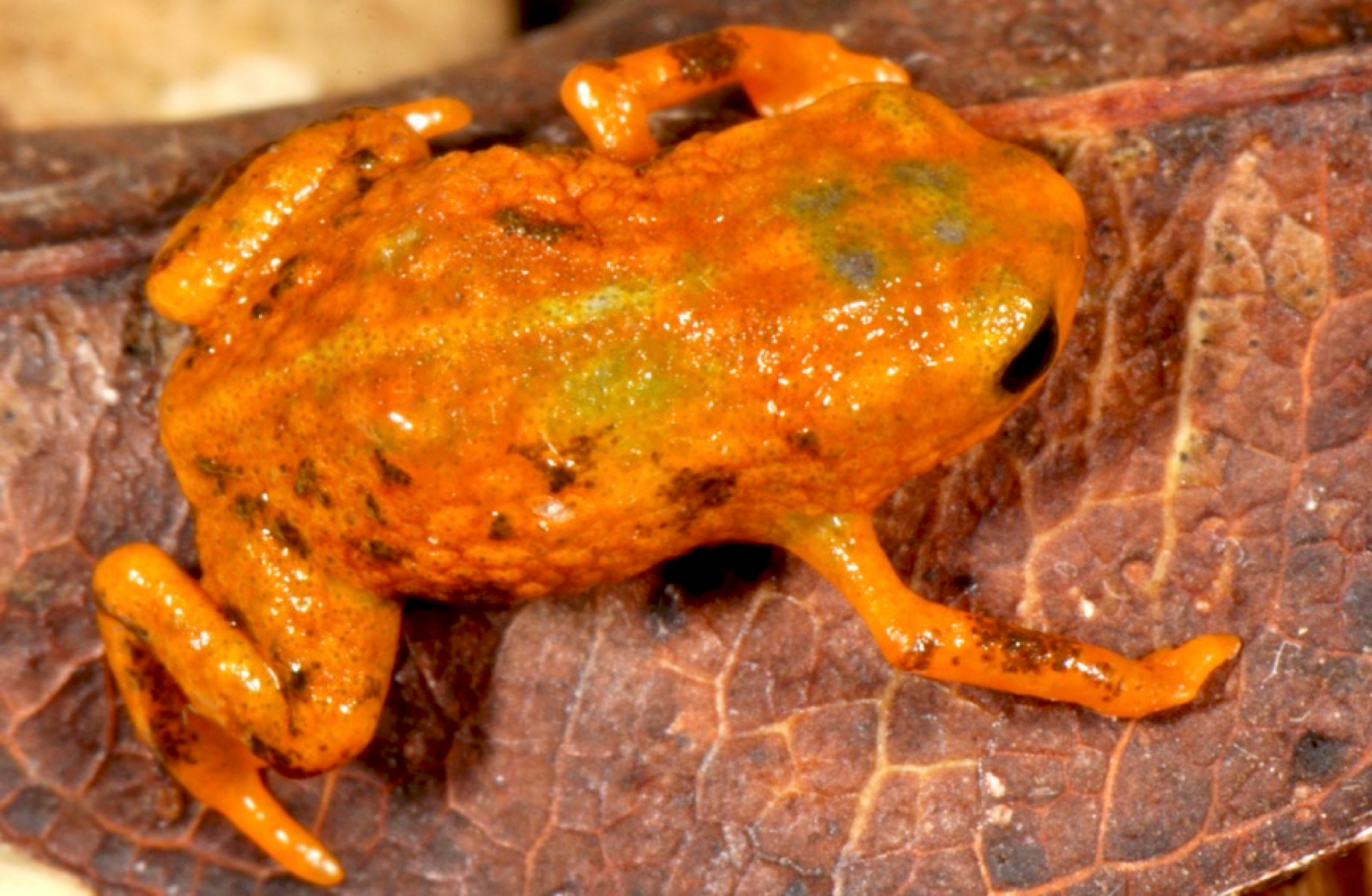
Brachycephalus mariaeterezae

- 1981: J. Paul Getty Award for Conservation Leadership, World Wildlife Fund[11]
- 2016: John C. Phillips-Medaille, IUCN[12]
- Die Froschart Brachycephalus mariaeterezae wurde ihr zu Ehren benannt[13][14][15]

## Veröffentlichungen (Auswahl)
- Conservando a Natureza do Brasil. Publicó UFPR, 2001, ISBN 978-85-88912-12-0.
- mit Marc J. Dourojeanni: Biodiversidade: a hora decisiva. Série Pesquisa 56. Publicó Editora UFPR, 2001, ISBN 978-85-7335-075-3.
- mit Adelmar Faria Coimbra Filho: Os parques nacionais do Brasil. Instituto de la Caza Fotográfica y Ciencias de la Naturaleza, 1979, ISBN 978-84-85389-19-3.